# Северный фронт (Первая мировая война)

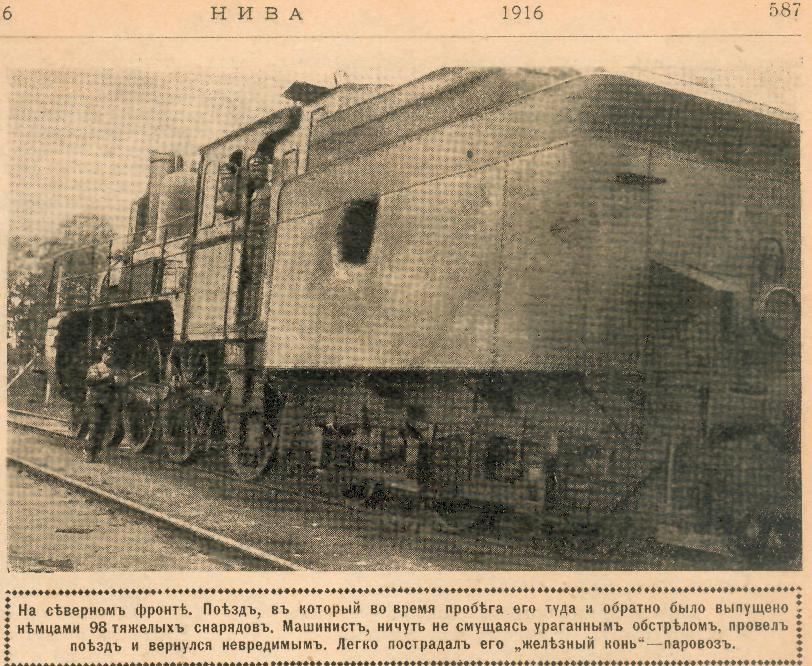
Паровоз К фронта, по которому немцы выпустили 98 снарядов. 1916

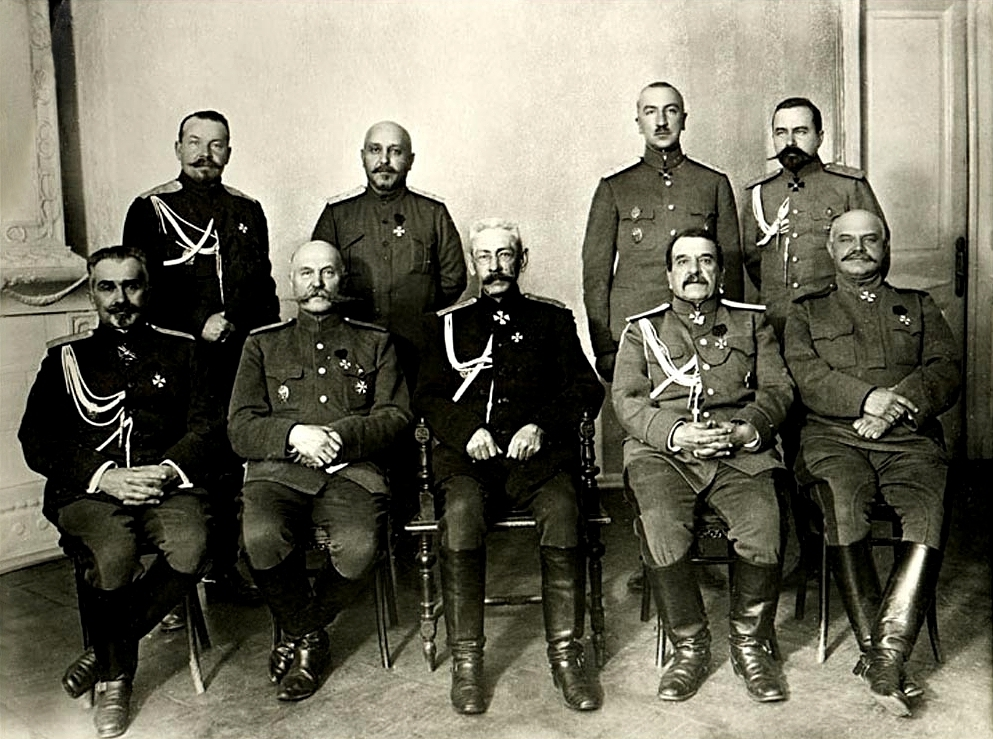
Командование Северного фронта.
Сидят, слева направо: начальник штаба армий Северного фронта генерал от инфантерии Данилов Ю. Н., командующий 1-й армией генерал от кавалерии А. И. Литвинов, главнокомандующий армиями Северного фронта генерал-адъютант Н. В. Рузский, командующий 12-й армией генерал от инфантерии Радко-Дмитриев Р. Д., командующий 5-й армией генерал от кавалерии Драгомиров А. М.. Стоят, слева направо: генерал-квартирмейстер штаба армий Северного фронта генерал-майор Болдырев В. Г., начальник штаба 1-й армии генерал-лейтенант Одишелидзе И. З., начальник штаба 12-й армии генерал-лейтенант В. В. Беляев, начальник штаба 5-й армии генерал-лейтенант Миллер Е. К.. Конец 1916 — начало 1917 гг.

Се́верный фронт — общевойсковое оперативно-стратегическое объединение русских войск в Первой мировой войне в составе Русской Императорской Армии.

## История
Полевое управление образовано в августе 1915 года.
Северный фронт участвовал в операциях против германских войск на северном направлении, защищая Петроград. 
Ликвидировано в начале 1918 года.

## Состав (года)
- Полевое управление (штаб)
  - Отряд особой важности штаба СФ (1915—1918)
  - 4-я боевая авиационная группа армий Северного фронта Русского Императорского Военно-воздушного Флота.
- 1-я армия (апр. 1916 — июль 1917, сент. 1917 — начало 1918)
- 5-я армия (авг. 1915 — начало 1918)
- 6-я армия (авг. 1915 — дек. 1916)
- 12-я армия (авг. 1915 — начало 1918)
- XLII отдельный армейский корпус — с декабря 1916

В ноябре 1917 года на выборах в Учредительное собрание, на Северном фронте, было подано 780,0 голосов (в тысячах).

## Главнокомандующиевойсками(армиями) фронта
- 18.08.1915 — 06.12.1915 — генерал от инфантерии Рузский, Николай Владимирович
- 06.12.1915 — 06.02.1916 — генерал от кавалерии Плеве, Павел Адамович (временно главнокомандующий)
- 06.02.1916 — 22.07.1916 — генерал от инфантерии Куропаткин, Алексей Николаевич
- 01.08.1916 — 25.04.1917 — генерал от инфантерии Рузский, Николай Владимирович
- 29.04.1917 — 01.06.1917 — генерал от кавалерии Драгомиров, Абрам Михайлович
- 01.06.1917 — 29.08.1917 — генерал от инфантерии Клембовский, Владислав Наполеонович
- 29.08.1917 — 09.09.1917 — генерал-майор Бонч-Бруевич, Михаил Дмитриевич
- 09.09.1917 — 14.11.1917 — генерал от инфантерии Черемисов, Владимир Андреевич
- 14.11.1917 — хх.11.1917 — генерал-лейтенант Юзефович, Яков Давидович
- хх.11.1917 — хх.хх.хххх — генерал-майор Лукирский, Сергей Георгиевич